# Berthelot-Reaktion
Die Berthelot-Reaktion benannt nach dem französischen Chemiker Marcelin Berthelot  (1827–1907)  ist die Reaktion von Ammoniak zum blaugefärbten Indophenol-Ion.
Die Reaktion wird beim quantitativen Nachweis von Ammoniak bzw. Ammonium in wässriger Lösung verwendet.

## Reagenzien
Für die Reaktion werden folgende Reagenzien benötigt:
- Base:
Die Reaktion findet im alkalischen Medium statt. Deswegen muss vorher die Ammoniaklösung auf einen pH-Wert von ca. 13 gebracht werden
- Chlorierungsmittel:
 Hier hat sich Hypochlorit (OCl−) als brauchbar herausgestellt. Nach DIN ist allerdings Dichlorisocyanursäure zu verwenden.
- Phenol:
 Für den Mechanismus ist es egal, welche Phenolverbindung verwendet wird. In der Praxis hat sich Thymol (2-Isopropyl-5-methylphenol) wegen seiner höheren Stabilität und Geschwindigkeit bewährt. Hier verlangt die DIN Natriumsalicylat.
- Katalysator:
 Zur Katalyse der Reaktion wird meistens der Komplex Nitroprussid verwendet. Es ist möglich, Mn(II)-Ionen als weniger giftige Alternative einzusetzen, allerdings liegt das Temperaturoptimum dann bei ca. 80 °C, was mit vielen Standardmessgeräten nicht realisierbar ist.[2]

## Mechanismus
Da die Reaktion im alkalischen Medium (pH = 13) stattfindet, liegt sämtliches Ammoniak als NH3 vor, weil sich das Gleichgewicht der Reaktion nach dem Prinzip von Le Chatelier stark auf die Seite von Ammoniak verlagert:
{\displaystyle \mathrm {NH_{3}+H_{2}O\rightleftharpoons NH_{4}^{+}+OH^{-}} }
Ammoniak reagiert im zweiten Schritt mit Hypochlorit zu Monochloramin:
{\displaystyle \mathrm {NH_{3}+OCl^{-}\longrightarrow NH_{2}Cl+OH^{-}} }
Im dritten Schritt reagiert das Monochloramin mit Thymol zu N-Chlor-2-isopropyl-5-methylchinon-monoimin. (Diese Reaktion wird vom Nitroprussid katalysiert.)
Im vierten Schritt reagiert N-Chlor-2-isopropyl-5-methylchinon-monoimin mit einem weiteren Thymolmolekül zum entsprechenden Indophenol. Im alkalischen Medium liegt das entstandene Indophenolmolekül in seiner blauen Basenform vor:

## Konzentrationsbestimmung
Die Konzentration kann photometrisch bestimmt werden. Die Bestimmungsgrenzen für dieses Verfahren liegen bei ca. 0,01 mg/l und bei ca. 3,5 mg/l Ammonium/Ammoniak.